# Соборная площадь (Одесса)
Собо́рная пло́щадь — одна из главных площадей Одессы, в историческом центре города.
Имеет форму неправильного пятиугольника. Образована пересечением Преображенской, Садовой, Коблевской, Льва Толстого улиц.
С 2005 года на площади находится выставка-продажа работ одесских художников и туристических сувениров.

## История
Первое название — Преображенская площадь (1828). С 1830-х годов называлась также и Соборною.
В советский период, с 1920 по 1941 год, площадь 10-летия Красной Армии, с 1946 по 1991 — Советской Армии.

## Здания и памятники
В центре площади находится Спасо-Преображенский кафедральный собор (был заложен в 1794 году), по которому площадь и получила своё название. После реконструкции 1903 года собор был одним из крупнейших в Российской империи (вмещал до 9 000 человек). Собор был снесён в 1936 году, восстановлен в 1999 году.
В северной части площади стоит памятник светлейшему князю М. С. Воронцову (1863, скульптор Ф. Бруггер и архитектор Франц Боффо).
Второй памятник в Одессе
Рядом со зданием собора располагается фонтан-памятник в честь устроӣства городского водопровода (открыт 14 сентября 1873 года, впоследствии восстановлен на прежнем месте с новым художественным решением — «Чаша Филатова»).
д. 12 — Мемориальная доска К. К. Пигрову

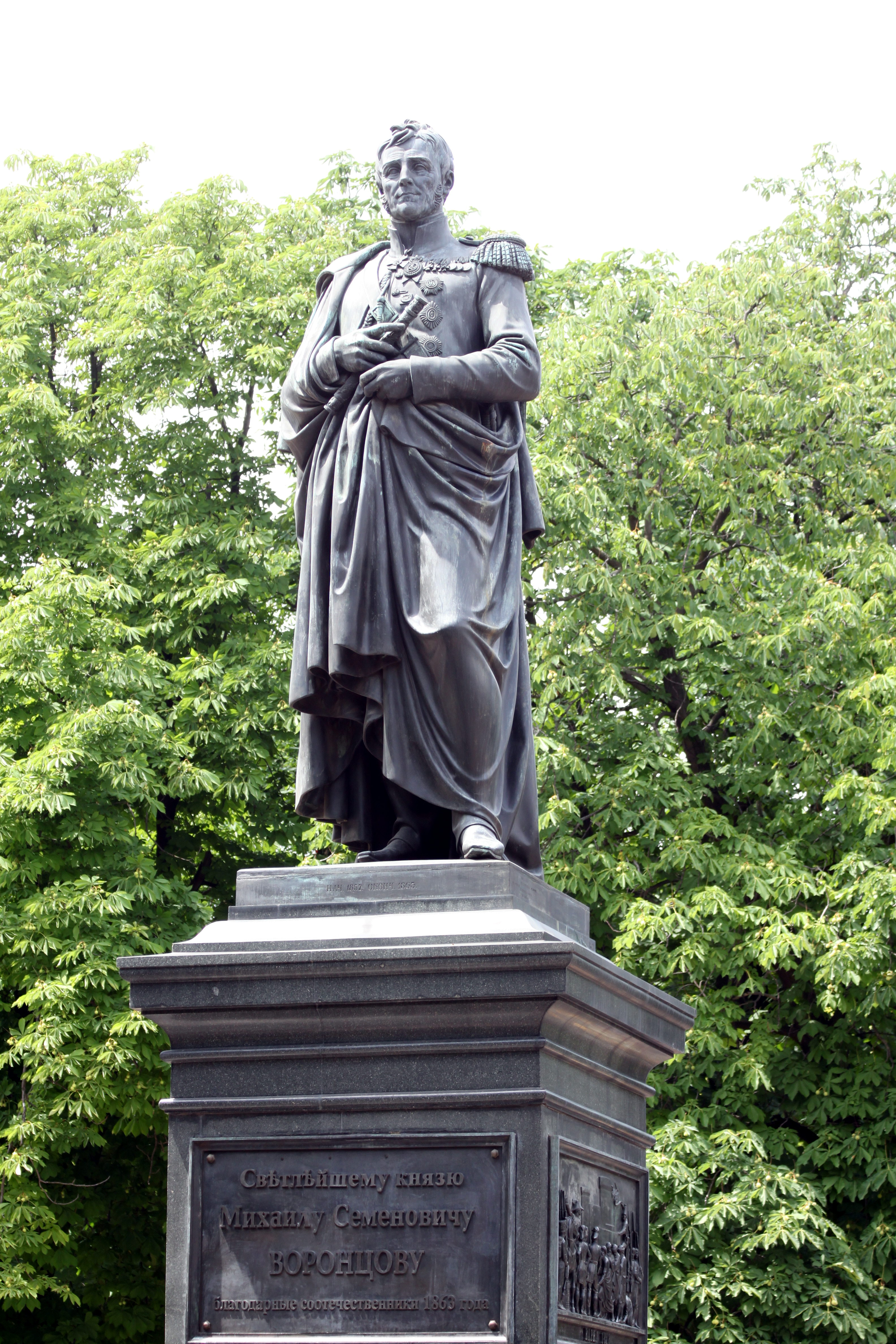
Памятник Воронцову
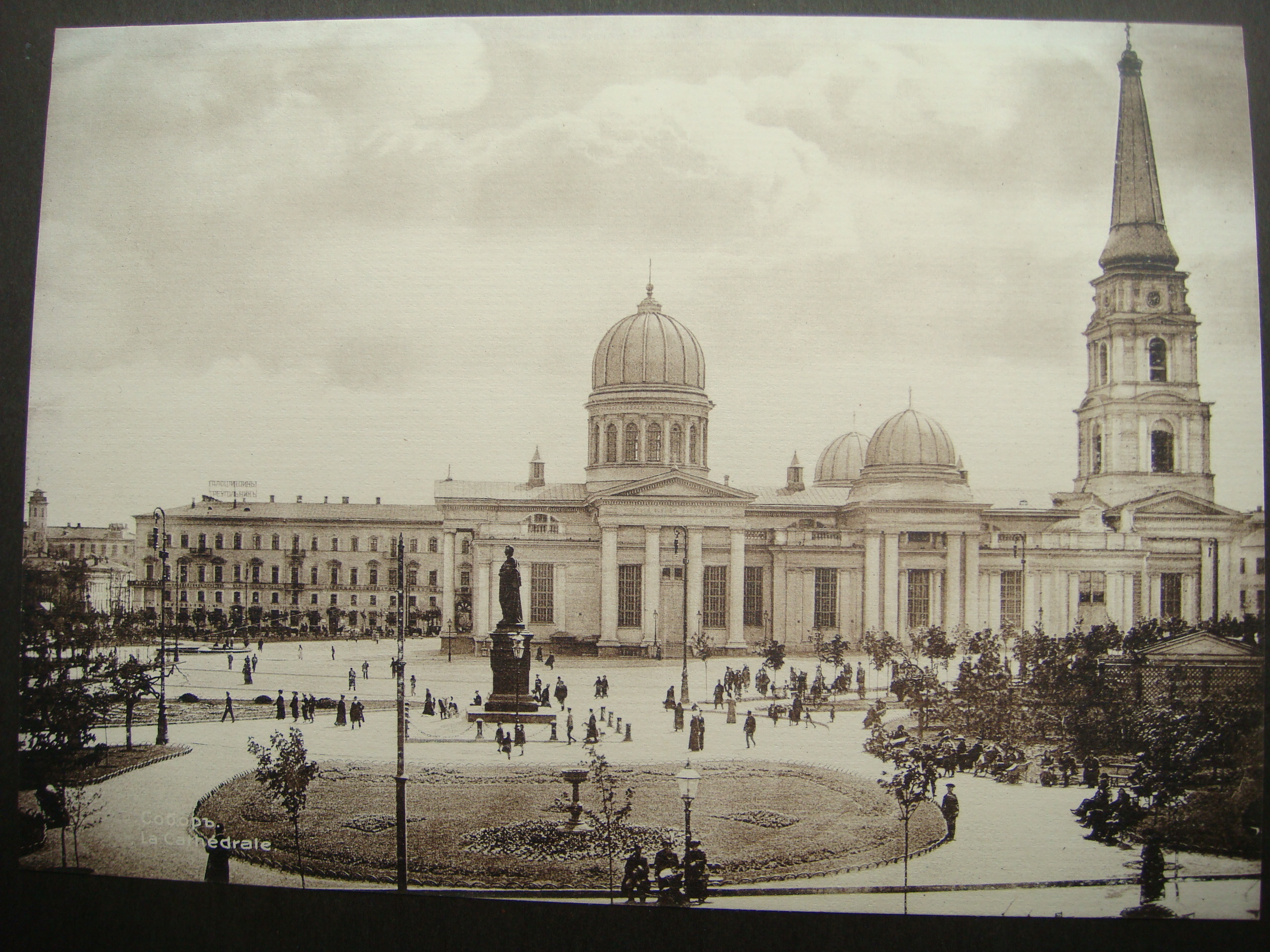
Вид на Соборную площадь от дома Руссова в начале XX века
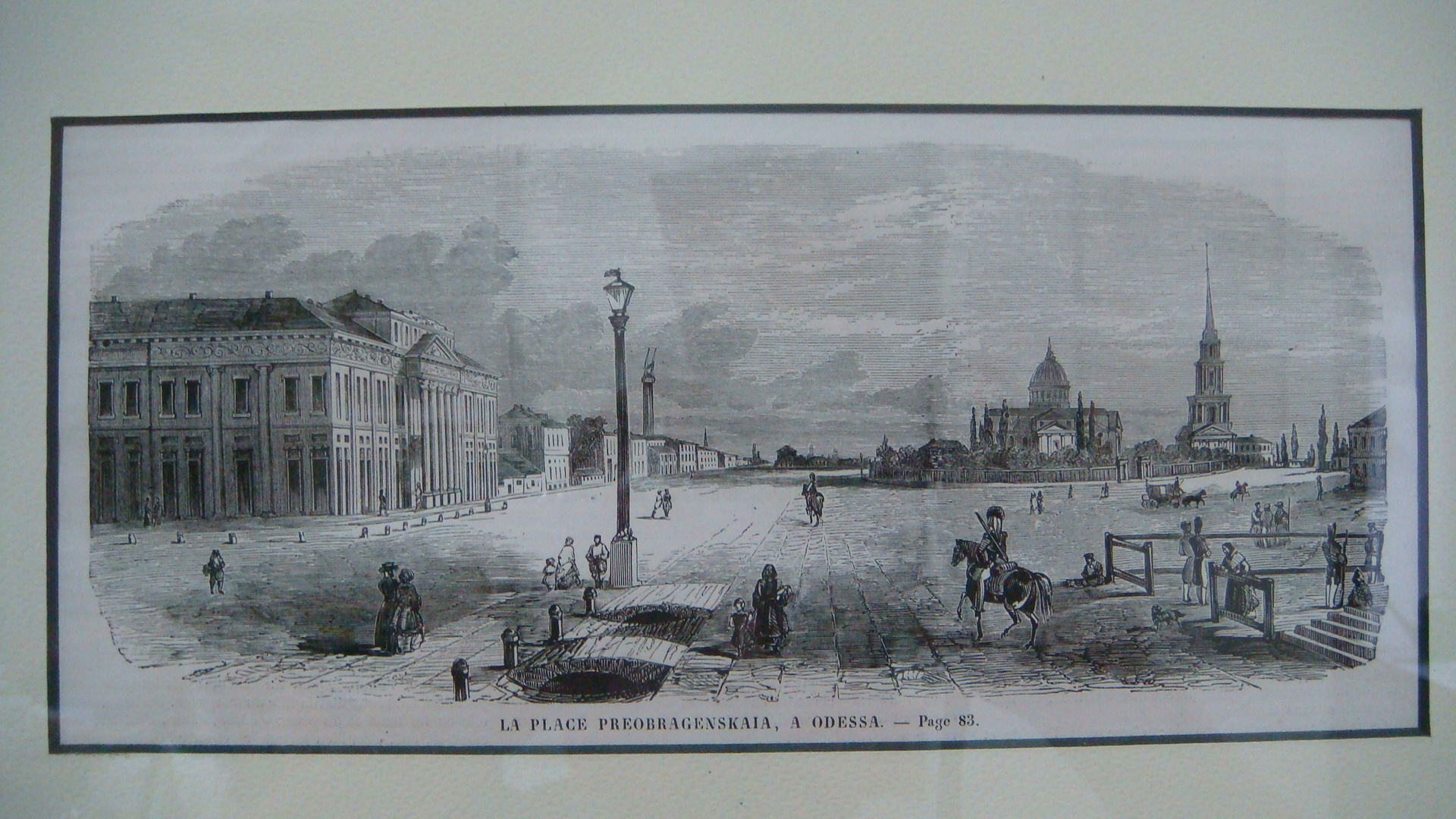
Соборная площадь в середине XIX века
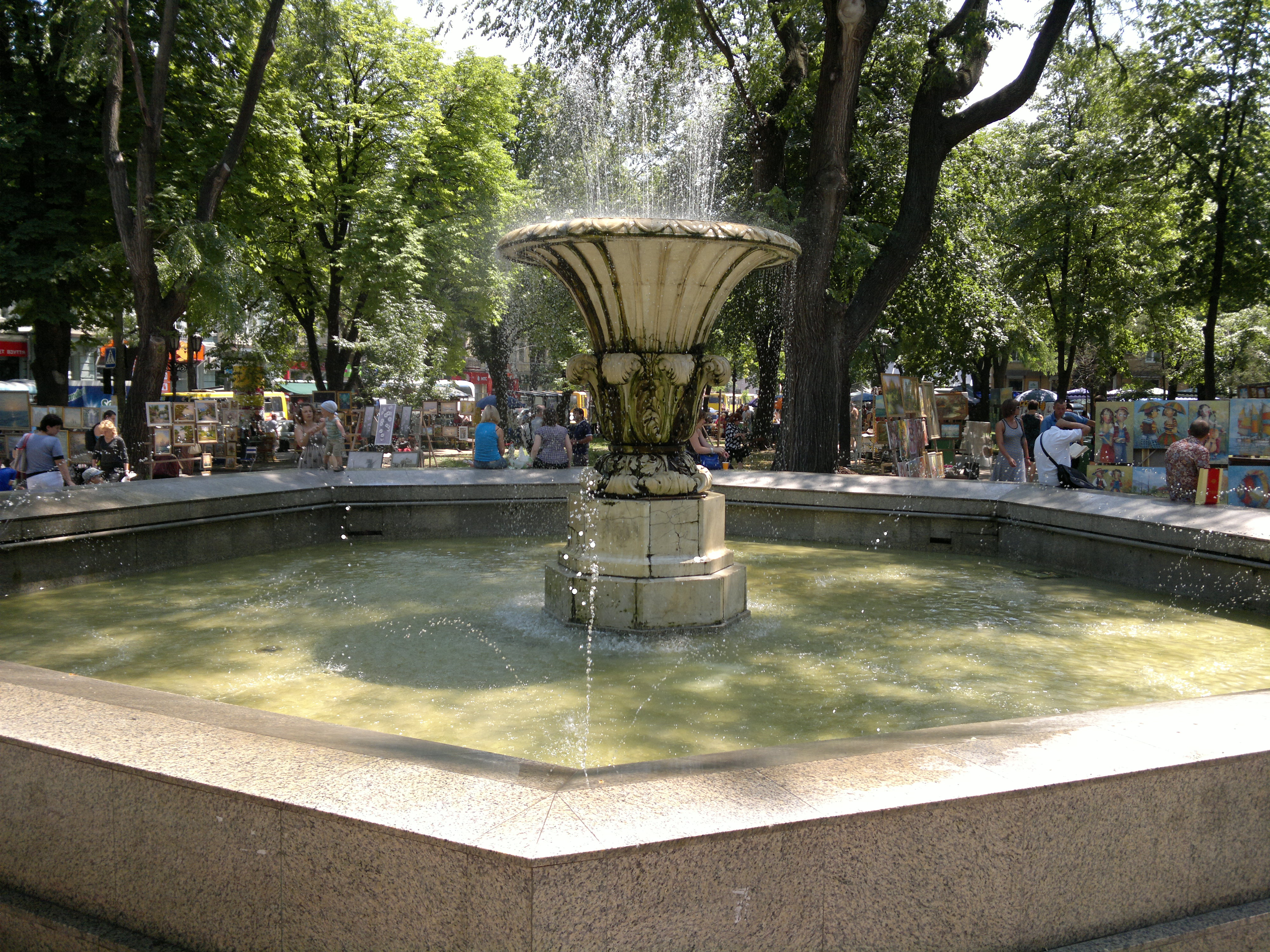
Фонтан-памятник «Чаша Филатова»